# Arcidiocesi di Campobasso-Boiano

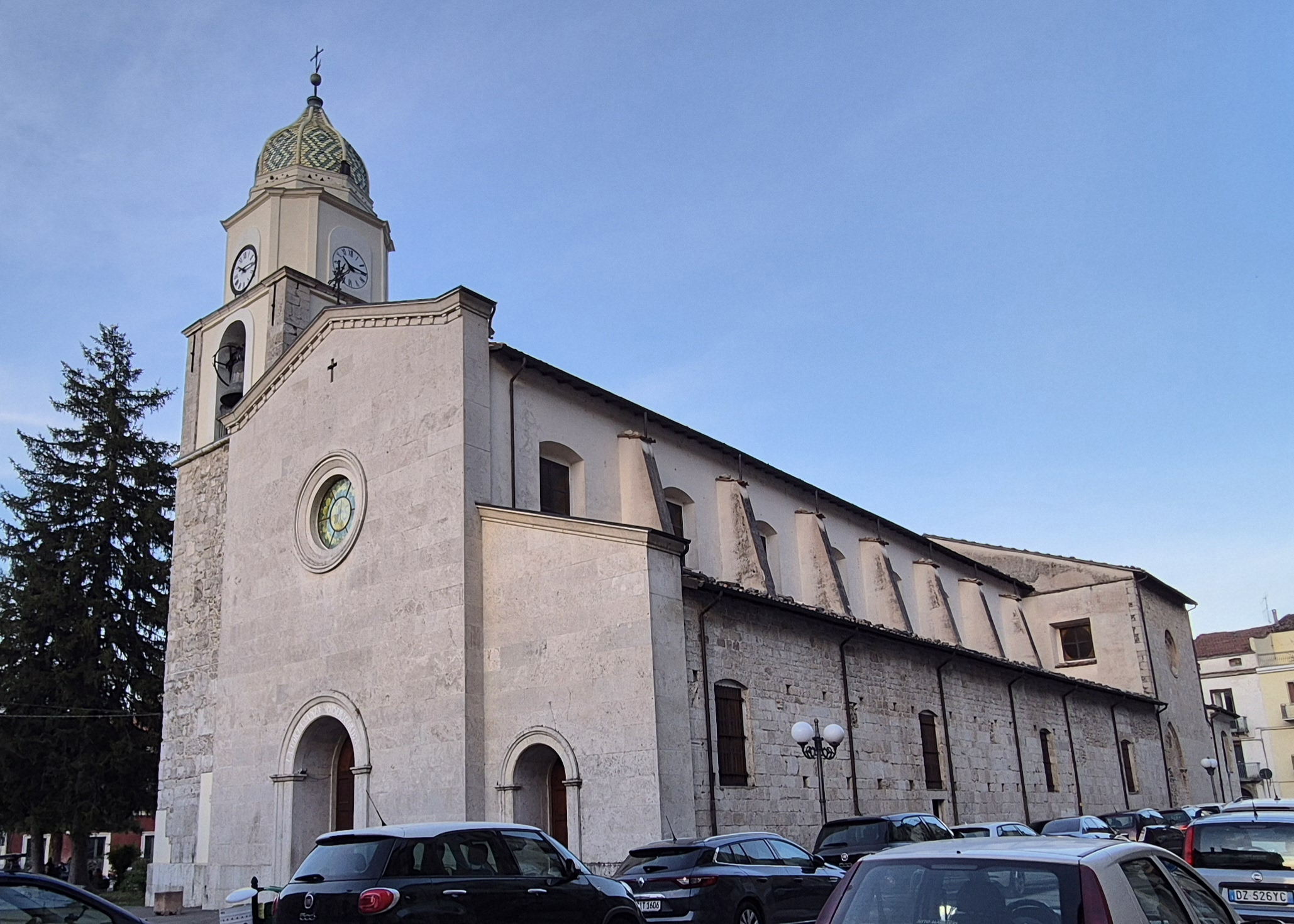
La concattedrale di San Bartolomeo a Boiano.

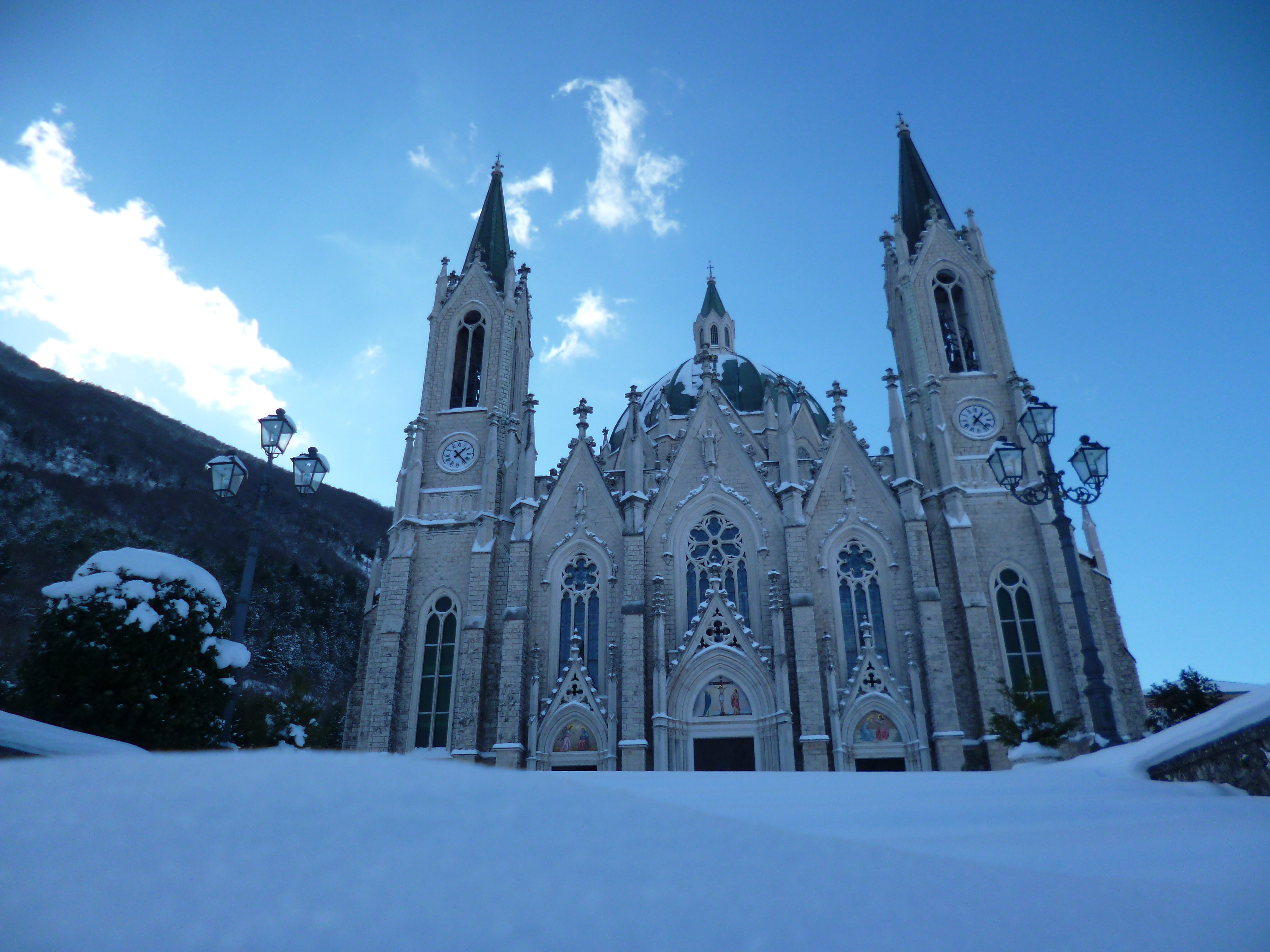
Il santuario della Madonna Addolorata, patrona del Molise, a Castelpetroso.

L'arcidiocesi di Campobasso-Boiano (in latino Archidioecesis Campobassensis-Boianensis) è una sede metropolitana della Chiesa cattolica in Italia appartenente alla regione ecclesiastica Abruzzo-Molise. Nel 2023 contava 120 500 battezzati su 124 000 abitanti. È retta dall'arcivescovo Biagio Colaianni.
Patrono dell'arcidiocesi è san Bartolomeo apostolo, titolare della concattedrale di Boiano, che si festeggia il 24 agosto.

## Territorio
L'arcidiocesi comprende 44 comuni molisani:
- 38 in provincia di Campobasso: Campobasso, Boiano, Jelsi, Gambatesa, Sepino, Vinchiaturo, Sant'Elia a Pianisi, Petrella Tifernina, Pietracatella, San Giovanni in Galdo, Ferrazzano, Riccia, Busso, Campochiaro, Mirabello Sannitico, Monacilioni, Montagano, Oratino, Ripalimosani, Sant'Angelo Limosano, Spinete, Colle d'Anchise, Cercemaggiore, Campodipietra, Baranello, Campolieto, Guardiaregia, San Giuliano del Sannio, Macchia Valfortore, Castellino del Biferno, San Polo Matese, Gildone, Matrice, Limosano, Tufara, Cercepiccola, San Massimo, Toro;
- 6 in provincia di Isernia: Cantalupo nel Sannio, Santa Maria del Molise, Castelpetroso, Macchiagodena, Sant'Elena Sannita, Roccamandolfi.

Sede arcivescovile è la città di Campobasso, dove sorge la cattedrale della Santissima Trinità. A Boiano, un tempo sede vescovile, si trova la concattedrale di San Bartolomeo. A Castelpetroso invece, ha sede il più importante santuario molisano, quello dell'Addolorata.
Il territorio si estende su 1120 km² ed è suddiviso in 69 parrocchie, raggruppate in 5 foranie: Campobasso, Boiano-Castelpetroso, Matrice, Riccia e Sepino.

## Storia
Secondo Ferdinando Ughelli, il primo vescovo di Boiano fu Lorenzo, che intervenne ai sinodi romani indetti da papa Simmaco e attribuiti agli anni 501 e 502; questo Lorenzo potrebbe essere identificato con due vescovi omonimi, indicati senza la loro sede di appartenenza, il primo che prese parte al concilio celebrato da papa Gelasio I nel 495, il secondo che fu destinatario di una lettera del medesimo pontefice (492-496), assieme ai vescovi Costanzo di Venafro e Siracusio di sede ignota.
Non si hanno altre notizie in antichità della diocesi di Boiano fino all'XI secolo. Nella bolla rilasciata al vescovo Gerardo di Isernia dal metropolita Atenolfo II di Capua nel 1047, il territorio e le chiese di Boiano appaiono sottomesse al vescovo isernino. Tuttavia nel privilegio di papa Stefano IX del gennaio 1058, Boiano risulta essere una delle suffraganee dell'arcidiocesi di Benevento. La prima menzione di un vescovo di Boiano in questo periodo è quella di un anonimo prelato che prese parte al sinodo provinciale indetto dal metropolita Udalrico di Benevento nel 1061; non è da escludere che questi possa corrispondere al vescovo Alberto, documentato dal 1068 al 1089.
All'epoca del vescovo Alberto si deve anche la costruzione della cattedrale bojanese di San Bartolomeo, edificata grazie alla liberalità e alla munificenza del conte normanno Rodolfo di Moulins; gravemente danneggiata da un terremoto, venne ricostruita e consacrata dal vescovo Poliziano nel maggio del 1215, e ancora restaurata nel XV secolo da Silvio Pandoni.
Risale all'XI secolo anche l'espansione monastica benedettina nel territorio di Boiano. Si possono ricordare «i monasteri di Santa Giusta a Baranello, Sant'Apollinare a Boiano, Sant'Eustachio della Vipera a Gambatesa, Santa Maria Decorata a Gildone, Santa Maria di Faifoli a Montagano, Santa Maria de Casale plano a Pietracatella, Sant'Eustachio a Riccia, San Nicola di Monte Matese a San Massimo, Santa Croce e Santa Maria a Sepino, Santa Maria de Monte Viride a Vinchiaturo.»
Tra i vescovi di Boiano degni di nota, si ricorda in particolare Pirro Franco (1549-1572), succeduto allo zio Valentino Franco, strenuo difensore dell'indipendenza e delle immunità ecclesiastiche, fino ad arrivare allo scontro con le autorità civili che chiesero, inutilmente, a Filippo I di Spagna l'allontanamento del prelato dal regno.
Difficili e tardivi furono i tentativi dei vescovi boianesi di attuare in diocesi i decreti di riforma del concilio di Trento. Il primo sinodo diocesano di cui si ha conoscenza è quello celebrato da Fulgenzio Gallucci nel 1630; un altro sinodo venne indetto dal vescovo Giovanni Riccanale (1684-1685), mentre si deve al suo successore Francesco Antonio Iannone (1685-1708) la fondazione del seminario diocesano. La relazione della visita ad limina del 1712 descrive dettagliatamente la situazione della diocesi ed in particolare quella delle città di Boiano e di Campobasso, quest'ultima in forte ascesa dal punto di vista amministrativo e commerciale: a Boiano «erano ventitré chiese aperte al culto, un convento con nove frati, cinque confraternite, cinque ecclesiastici dottori in legge e 1 560 abitanti (lievitati a 1590 nel 1715, anno di una nuova relazione); nella seconda, ventisette le chiese aperte al culto, ottantasette sacerdoti, quattordici dottori in legge, per lo più ecclesiastici, cinque maestri di scuola, sei medici, cinque notai e due mammare (levatrici), con 3 179 abitanti (lievitati a 3533 nel 1715).»
L'importanza sempre più crescente di Campobasso si evince anche dal fatto che nel corso del Seicento diversi vescovi vi morirono e vi furono sepolti, e che nel 1738 il vescovo Domenico Antonio Manfredi (1738- 1746) fissò la sua residenza a Campobasso, dove furono traslate anche la cancelleria vescovile e l'archivio diocesano.
Il 29 giugno 1927 in forza della bolla Ad rectum di papa Pio XI la cattedra, la residenza vescovile, il capitolo della cattedrale ed il seminario diocesano furono definitivamente traslati a Campobasso e la diocesi assunse il nome di diocesi di Boiano-Campobasso.
L'11 febbraio 1973 la diocesi, già suffraganea di Benevento, fu elevata al rango di arcidiocesi con la bolla Pontificalis Nostri di papa Paolo VI, immediatamente soggetta alla Santa Sede. Il 21 agosto 1976 fu ulteriormente elevata a sede metropolitana in forza della bolla Ad apicem sacerdotalis dello stesso papa Paolo VI, con la quale le furono assegnate le attuali suffraganee.
Il 27 febbraio 1982, con il decreto Ex quo della Congregazione per i vescovi, ha mutato il proprio nome in quello attuale, conservando la denominazione dell'antica sede episcopale.
Il 21 gennaio 1983, per effetto del decreto Ad uberius della medesima congregazione, 17 comuni molisani appartenenti all'arcidiocesi di Benevento furono annessi alla sede di Campobasso-Boiano: Macchia Valfortore, Matrice, San Giovanni in Galdo, Campolieto, Pietracatella, Gildone, Jelsi, Cercemaggiore, Campodipietra, Toro, Monacilioni, Sant'Elia a Pianisi, Gambatesa, Riccia, Tufara, Limosano e Sant'Angelo Limosano; nel contempo fu ceduto alla stessa arcidiocesi di Benevento il comune di Sassinoro.

## Cronotassi
Si omettono i periodi di sede vacante non superiori ai 2 anni o non storicamente accertati.

### Vescovi di Boiano
- Lorenzo † (prima del 495 ? - dopo il 502)
- Anonimo † (menzionato nel 1061)
- Alberto † (prima del 1068 - dopo il 1089)[10]
- Oberto † (menzionato nel 1094)[10]
- Bernardo † (menzionato nel 1105)
- Adamo † (menzionato nel 1119)
- Roberto † (menzionato nel 1149)
- Andrea I † (prima del 1179 - dopo il 1181)[11]
- Pietro † (menzionato nel 1189)[11]
- Matteo † (prima del 1195 - dopo il 1203)[11]
- Rinaldo † (prima del 1206 - dopo il 1210)[11]
- Anonimo † (menzionato nel 1212)[11]
- Poliziano † (menzionato nel 1215)[11]
- R. † (menzionato nel 1217)[11]
- Giovanni I † (21 dicembre 1225 - dopo il 1239)[11]
- Anonimo † (menzionato nel 1241)[11]
- Giuseppe † (menzionato dal 1244 al 1252)[11]
- Palmerio † (23 luglio 1252 - 1276 deceduto)[11]
- Giovanni II † (9 gennaio 1277 - ?)[12]
- Guglielmo I † (prima del 1290 - dopo il 1311)[11]
- Angelo † (menzionato nel 1314)
- Pietro di Caserta, O.P. † (1319 - ?)
- Andrea II † (menzionato nel 1322)
- Bernerio Dohonella † (menzionato nel 1337)
- G. † (menzionato nel 1340)
- Angelo Lupara † (prima del 1345 - 1364 deceduto)
- Berardo da Castiglione † (13 settembre 1364 - ? deceduto)
  - Niccolò Notarii Angeli de Melfia † (22 marzo 1385 - ?) (antivescovo)
- Guglielmo II † (1390 - ?)
- Carlo † (1396 - 1412 deceduto)
- Giovanni III † (1412 - 1412 deceduto)
  - Nicolò Offeri † (13 marzo 1413 - 1423 dimesso) (amministratore apostolico)
- Nicolò Sanframondi † (1º febbraio 1423 - 1428 deceduto)
- Pietro Urio, O.P. † (23 febbraio 1428 - 18 dicembre 1430 nominato vescovo di Monopoli)
- Raimondo degli Ugotti, O.S.B.I. † (18 dicembre 1430 - 3 luglio 1439 nominato arcivescovo di Conza)
- Andrea Perciballi di Veroli † (25 settembre 1439 - 11 settembre 1452 nominato vescovo di Urbino)
- Jacopo Di Monte † (11 settembre 1452 - 1458 deceduto)
- Antonio da Teramo † (10 novembre 1458 - ?)
- Odo degli Odoni † (31 gennaio 1464 - 1489 deceduto)
- Silvio Pandoni † (29 luglio 1489 - 21 maggio 1515 nominato vescovo di Aversa)
  - Silvio Pandoni † (29 luglio 1489 - 8 febbraio 1519 deceduto) (amministratore apostolico)
  - Franciotto Orsini † (1519[13]- 24 luglio 1523 dimesso) (amministratore apostolico)
- Valentino Franco † (24 luglio 1523 - 7 giugno 1549 dimesso)
- Pirro Franco † (7 giugno 1549 - 1572 deceduto)
- Carlo Carafa † (4 luglio 1572 - 29 settembre 1608 deceduto)
- Fabrizio Degli Afflitti † (10 novembre 1608 - 1613 deceduto)
- Pietro Paolo Eustachi † (15 luglio 1613 - 1622 deceduto)
- Ottaviano Garzadori † (19 dicembre 1622 - 11 marzo 1624 nominato arcivescovo di Zara)
- Fulgenzio Gallucci, O.S.A. † (11 marzo 1624 - 9 novembre 1632 deceduto)
- Pietro de Filippi † (26 settembre 1633 - 8 settembre 1640 deceduto)
- Filippo Benedetto de Sio, O.F.M. † (21 ottobre 1641 - 16 agosto 1651 deceduto)
- Petronio Veroni, O.S.A. † (8 gennaio 1652 - 11 maggio 1653 deceduto)
- Celestino Bruno, O.S.A. † (18 agosto 1653 - 22 dicembre 1663 deceduto)
- Giuseppe Protospatario † (31 marzo 1664 - settembre 1665 deceduto)
- Antonio Graziani † (15 febbraio 1666 - maggio 1684 deceduto)
- Giovanni Riccanale † (2 ottobre 1684 - marzo 1685 deceduto)
- Francesco Antonio Iannone † (10 settembre 1685 - febbraio 1708 deceduto)
- Angelo Rendina † (14 maggio 1708 - 15 novembre 1716 deceduto)
- Nunzio Baccari † (14 marzo 1718 - 11 gennaio 1738 deceduto)
- Domenico Antonio Manfredi † (3 marzo 1738 - 10 marzo 1746 deceduto)
- Bernardo Cangiani † (2 maggio 1746 - 26 gennaio 1770 dimesso)
- Domenico Micillo † (12 marzo 1770 - maggio 1774 deceduto)
- Niccolò Rossetti † (27 giugno 1774 - 25 gennaio 1819 deceduto)
- Gennaro Pasca † (4 giugno 1819 - 23 giugno 1828 nominato vescovo di Nola)
- Taddeo Garzilli † (23 giugno 1828 - 20 gennaio 1834 nominato vescovo di Sant'Agata de' Goti e Acerra)
  - Sede vacante (1834-1836)
- Giuseppe Riccardi † (11 luglio 1836 - 19 dicembre 1854 deceduto)
- Lorenzo Moffa, O.F.M. † (23 marzo 1855 - 1863 deceduto)
  - Sede vacante (1863-1871)
- Anastasio Laterza, O.C.D. † (22 dicembre 1871 - 19 marzo 1879 deceduto)
- Francesco Maccarone † (19 marzo 1879 succeduto - 27 febbraio 1897 deceduto)
- Felice Gianfelice † (19 aprile 1897 - 9 giugno 1916 deceduto)
- Alberto Romita † (22 marzo 1917 - 29 giugno 1927 nominato vescovo di Boiano-Campobasso)

### Vescovi e arcivescovi di Boiano-Campobasso
- Alberto Romita † (29 giugno 1927 - 14 ottobre 1939 deceduto)
- Secondo Bologna † (8 gennaio 1940 - 11 ottobre 1943 deceduto)
  - Sede vacante (1943-1948)
- Alberto Carinci † (28 aprile 1948 - 31 gennaio 1977 ritirato)
- Enzio d'Antonio † (31 gennaio 1977 succeduto - 24 giugno 1979 dimesso)
- Pietro Santoro † (15 ottobre 1979 - 27 febbraio 1982 nominato arcivescovo di Campobasso-Boiano)

### Arcivescovi di Campobasso-Boiano
- Pietro Santoro † (27 febbraio 1982 - 28 ottobre 1989 ritirato)
- Ettore Di Filippo † (28 ottobre 1989 - 21 novembre 1998 ritirato)
- Armando Dini (21 novembre 1998 - 8 novembre 2007 ritirato)
- Giancarlo Maria Bregantini, C.S.S. (8 novembre 2007 - 6 dicembre 2023 ritirato)
- Biagio Colaianni, dal 6 dicembre 2023

## Vescovi oriundi dell'arcidiocesi
- Vittorio Fusco (Campobasso, 24 aprile 1939 - Nardò, 11 luglio 1999), vescovo di Nardò-Gallipoli (1995-1999);
- Angelo Spina (Colle d'Anchise, 13 novembre 1954), vescovo di Sulmona-Valva (2007-2017), arcivescovo di Ancona-Osimo (dal 2017).

## Statistiche
L'arcidiocesi nel 2023 su una popolazione di 124 000 persone contava 120,500 battezzati, corrispondenti al 97,2% del totale.
| anno | popolazione | popolazione | popolazione | presbiteri | presbiteri | presbiteri | presbiteri                | diaconi | religiosi | religiosi | parrocchie |
| anno | battezzati  | totale      | %           | numero     | secolari   | regolari   | battezzati per presbitero | diaconi | uomini    | donne     | parrocchie |
| ---- | ----------- | ----------- | ----------- | ---------- | ---------- | ---------- | ------------------------- | ------- | --------- | --------- | ---------- |
| 1950 | 100.000     | 100.000     | 100,0       | 93         | 68         | 25         | 1.075                     |         | 25        | 65        | 46         |
| 1959 | 85.000      | 90.000      | 94,4        | 78         | 58         | 20         | 1.089                     |         | 19        | 270       | 51         |
| 1970 | 95.050      | 95.500      | 99,5        | 108        | 65         | 43         | 880                       |         | 53        | 156       | 49         |
| 1980 | 86.556      | 91.327      | 94,8        | 90         | 55         | 35         | 961                       |         | 55        | 116       | 51         |
| 1990 | 127.500     | 130.500     | 97,7        | 109        | 69         | 40         | 1.169                     |         | 48        | 130       | 70         |
| 1999 | 124.000     | 126.000     | 98,4        | 105        | 65         | 40         | 1.180                     | 4       | 80        | 95        | 70         |
| 2000 | 124.000     | 126.200     | 98,3        | 106        | 66         | 40         | 1.169                     | 4       | 83        | 98        | 70         |
| 2001 | 123.000     | 125.900     | 97,7        | 101        | 60         | 41         | 1.217                     | 5       | 81        | 91        | 70         |
| 2002 | 124.000     | 126.000     | 98,4        | 99         | 59         | 40         | 1.252                     | 6       | 73        | 103       | 70         |
| 2003 | 124.000     | 126.000     | 98,4        | 102        | 62         | 40         | 1.215                     | 6       | 75        | 105       | 70         |
| 2004 | 124.000     | 126.000     | 98,4        | 97         | 57         | 40         | 1.278                     | 6       | 77        | 103       | 68         |
| 2006 | 123.000     | 125.000     | 98,4        | 95         | 59         | 36         | 1.294                     | 7       | 57        | 100       | 70         |
| 2013 | 124.600     | 126.800     | 98,3        | 97         | 58         | 39         | 1.284                     | 7       | 67        | 95        | 69         |
| 2016 | 121.045     | 126.900     | 95,4        | 101        | 58         | 43         | 1.198                     | 19      | 75        | 70        | 69         |
| 2019 | 120.320     | 125.810     | 95,6        | 96         | 68         | 28         | 1.253                     | 20      | 49        | 67        | 69         |
| 2021 | 118.900     | 124.300     | 95,7        | 107        | 78         | 29         | 1.111                     | 20      | 42        | 64        | 69         |
| 2023 | 120.500     | 124.000     | 97,2        | 102        | 75         | 27         | 1.181                     | 19      | 40        | 62        | 69         |